# Prêt (sport)

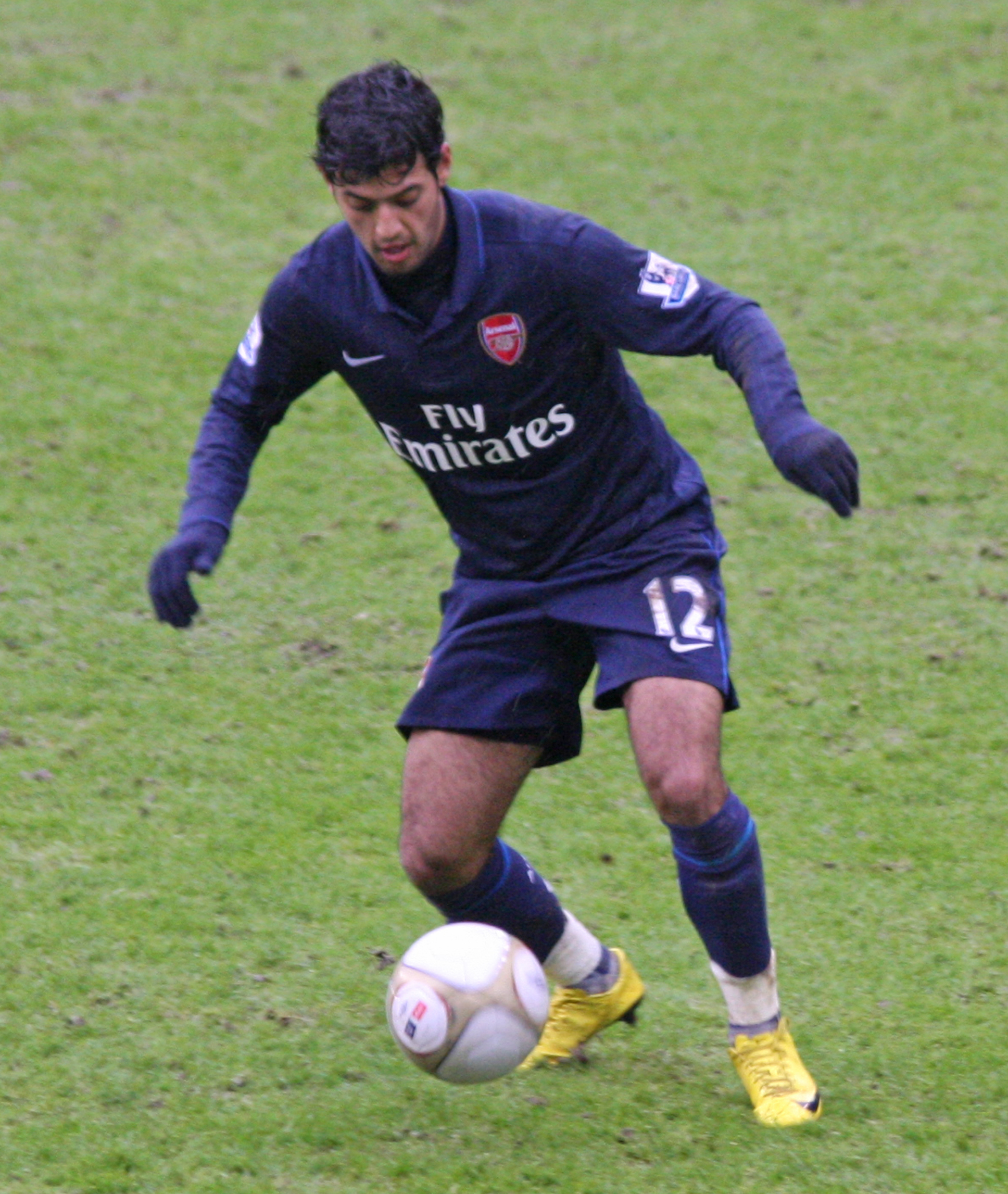
Faute de place à Arsenal, le jeune attaquant mexicain Carlos Vela est régulièrement prêté entre 2006 et 2012.

Un prêt est, dans le contexte sportif et notamment le football, l'autorisation faite pour un joueur particulier sous contrat avec un club de jouer temporairement pour un autre club. La durée d'un prêt peut durer de quelques semaines à plusieurs saisons. Le salaire est, selon l'accord, porté ou partagé entre les clubs.
Les raisons d'un prêt peuvent être multiples : une recherche de temps de jeu pour des joueurs non titulaires, un désaccord contractuel ou encore une manière de différer le montant de l'indemnité de transfert (dans le cas d'une option d'achat automatique par exemple).
Le prêt a incité des clubs importants[Lesquels ?] à développer des clubs-écoles avec des accords de prêts privilégiés.